# Peregrino Proteo
Peregrino Proteo (en griego: Περεγρῖνος Πρωτεύς; c. 95 – 165 d. C.) fue un filósofo griego cínico, oriundo de Pario, ejerció su actividad en Misia. Después de haber salido de su casa cuando era joven, vivió primero con los cristianos de Palestina. Luego fue expulsado de esta comunidad y adoptó el estilo de vida de un filósofo cínico. Finalmente, se instaló en Grecia. Se suicidó haciendo su propia oración fúnebre e incinerándose a él mismo sobre una pira funeraria durante los Juegos Olímpicos de 165 d. C. En 180 d. C., una estatua de Peregrino fue erigida en su ciudad natal, Pario. Se cree que esta estatua tenía poderes oraculares.

## Biografía
Existe sólo un relato de la vida de Peregrino y este es el de Luciano de Samosata, en su sátira, La muerte de Peregrino (en latín: De Morte Peregrini). Aunque es una crítica a Peregrino, algunos hechos de su vida pueden ser extraídos del relato.

Peregrino nació en Pario, en 95 d. C. De joven, fue sospechoso de parricidio, y tuvo que huir de su casa natal. Durante su vagabundeo, llegó a Palestina, se acercó a la comunidad cristiana y consiguió un puesto que le dio cierta autoridad. Cumplió una pena carcelaria bajo la administración romana, durante la cual los cristianos le ayudaron mucho. Habría esperado ser martirizado, pero el gobernador de Siria le soltó. Parece que en este momento se convierte en cínico, ya que volvió a su casa en Pario, renunció a su herencia y donó todo su dinero al pueblo de su ciudad natal. Reanudó su vida de vagabundo, manteniendo al principio relaciones cercanas con los Cristianos, pero finalmente les ofendió y fue expulsado de la comunidad. Fue a Egipto para estudiar con el famoso cínico Agatobulo donde aprendió el duro ascetismo de la secta. Fue a Roma, donde empezó una campaña contra el abuso de autoridad de las autoridades romanas, y  especialmente contra el emperador Antonino Pío. Se granjeó algunos discípulos entre el pueblo. Aunque fue tolerado al principio, fue finalmente expulsado por el prefecto de la ciudad. Fue después a Elis, en Grecia, donde continuó su predicación anti-romana. Durante los Juegos Olímpicos (153 o 157 d. C.), Peregrino maltrató al acaudalado filántropo Herodes Ático, por lo cual la muchedumbre habría atacado a Peregrino, quien tuvo que refugiarse en el templo de Zeus. En Atenas, Peregrino se dedicó al estudio y a la enseñanza de la filosofía consiguiendo muchos alumnos, entre los cuales se encontraba Aulo Gelio. Durante los Juegos Olímpicos de 161 d. C, anunció que iba a incinerarse durante siguientes los Juegos Olímpicos: 
Dijo que quería añadir una contera de oro sobre una vida dorada; el que había vivido como Heracles debía morir como Heracles y mezclarse con el éter. «Y deseo», dijo Peregrino, «ayudar a la humanidad, mostrándole que cada uno debería no preocuparse por la muerte; por eso todos los hombres deben ser mi Filoctetes».
Cumplió su promesa : la última noche de los Juegos Olímpicos de 165 d. C., se inmoló sobre una  pira funeraria situada 20 estadios (3,7 kilómetros) al este de Olimpia. Luciano de Samosata, quien estaba presente, fue testigo del acontecimiento, después de haber oído a Teagenes de Patras, el más ferviente de los discípulos de Peregrino, elogiar las intenciones de su maestro.
Es difícil de reconstituir las motivaciones propias de Peregrino a propósito de los acontecimientos de su vida, porque Luciano, por razones generales o personales, presenta una opinión hostil de Peregrino. Según Luciano, Peregrino estranguló a su padre; se volvió cristiano para enriquecerse; fue encarcelado para aumentar su notoriedad; donó su herencia para ganar el favor del pueblo de su ciudad natal; fue discípulo de Agatobulo para volverse más obsceno; atacó los romanos para volverse famoso; y se mató él mismo para volverse infame.